# Levaco Chemicals
Die Levaco Chemicals GmbH (Eigenschreibweise LEVACO Chemicals) ist ein deutsches mittelständisches Unternehmen zur Herstellung von Spezialchemikalien und Additiven mit Sitz in Leverkusen. Im Geschäftsjahr 2022 hatte das Unternehmen einen Umsatz von 116 Millionen Euro.

## Unternehmensgeschichte
Das Unternehmen wurde 2014 als ehemaliger Teil des Bayer-Konzerns nach mehreren Jahren in den Strukturen von Lanxess und Tanatex ausgegründet. Heute ist Levaco Chemicals Teil von Diersch & Schröder.

## Geschäftstätigkeit
Das Unternehmen Levaco ist ein Hersteller von Prozesschemikalien für verschiedene Industrien, darunter die Agrar-, Nahrungsmittel-, Papier-, Kabel- und Bauindustrie. Zu den Produkten zählen unter anderem Entschäumer, Dispergiermittel, Emulgatoren und Netzmittel. Mit dem Unternehmensbereich Green Chemicals legt der Chemieanbieter einen Fokus auf die Herstellung nachhaltiger Produkte.

## Schwerpunkt Alkoxylate
Die Levaco Chemicals GmbH ist spezialisiert auf den Bereich der Alkoxylierung, einem Produktionsprozess, bei dem oberflächenaktive Spezialchemikalien hergestellt werden. Diese Chemikalien finden Anwendung in verschiedenen Märkten, wo sie vor allem als Prozessadditive und Zwischenprodukte eingesetzt werden.